# Lepidolejeunea falcata
Lepidolejeunea falcata är en bladmossart som först beskrevs av Theodor Carl Karl Julius Herzog, och fick sitt nu gällande namn av Rudolf Mathias Schuster. Lepidolejeunea falcata ingår i släktet Lepidolejeunea och familjen Lejeuneaceae.
Artens utbredningsområde är Nya Kaledonien. Inga underarter finns listade i Catalogue of Life.